# Сив кладенец
 Тази статия е за селото в България.  За селото в Ксантийско, Гърция, вижте Гьокчебунар (дем Мустафчово).  
Сив кладенец е село в Южна България. То се намира в община Ивайловград, област Хасково. До 1934 година името на селото е Гьокче бунар.

## География
През него минава Луда река, разделяща Гърция и България. Върхът „Свети Илия“ се намира в близост до селото. В наши дни е почти напълно обезлюдено, а от повечето сгради са останали само развалини.

## История
В миналото основен поминък на селото са бубарството и тютюнопроизводството. При избухването на Балканската война 5 души от Гьокче бунар са доброволци в Македоно-одринското опълчение.
Къщите през 1940 година наброяват 200. Имало е училище до 4-ти клас. Понастоящем църквата е с рухнал покрив и подът и е обрасъл с дървета. До храма има запазен паметник с имената на героите от войните и с имената на жертвите от 27 септември 1913 година, когато башибозуците опожаряват читалището.

## Личности
Родени
- Александър Александров (1876 – 1965), войвода на ВМОРО
- Стойчо Дачев (1872 – 1971?), войвода на ВМОРО